# Siatka kilometrowa
Siatka kilometrowa – siatka odniesień będąca graficzną prezentacją współrzędnych płaskich prostokątnych na opracowaniach kartograficznych, przy czym: 
- linie siatki kilometrowej opisuje się w metrach lub kilometrach;
- dopuszcza się podawanie tylko punktów przecięcia siatki;
- siatka kilometrowa otrzymuje nazwę od układu współrzędnych, dla którego została obliczona;
- początek siatki pokrywa się z początkiem układu współrzędnych płaskich prostokątnych;
- linie siatki biegną z południa na północ i z zachodu na wschód;
- punktem odniesienia komórki siatki jest dolny lewy narożnik komórki siatki.